# Alexander Urban
Alexander Skyrme Urban (* 1980 in Cambridge) ist ein deutscher Physiker.
Urban studierte ab 2001 Physik an der Universität Karlsruhe (TH) und von 2004 bis 2005 an der Heriot-Watt University. 2010 promovierte er unter Jochen Feldmann am Lehrstuhl für Photonik und Optoelektronik der Ludwig-Maximilians-Universität München (LMU) in Physik (Dissertation: Optothermal Manipulation of Phospholipid Membranes with Gold Nanoparticles). Nach einem Postdoc-Aufenthalt bei Naomi Halas an der Rice University in Houston, USA, kehrte 2014 er als Junior-Group-Leader an die LMU zurück. 2017 erhielt er für seine Forschung zu Halidperwoskit-Nanokristallen (Projekt: PINNACLE) einen mit 1,5 Millionen Euro dotierten ERC Starting Grant des Europäischen Forschungsrates. Damit bewarb er sich erfolgreich um eine W2-Tenure-Track-Stelle an der LMU und erhielt 2018 einen Ruf an die Fakultät für Physik, wo er seitdem die Nanospektroskopie-Gruppe anleitet.
Seine Forschung befasst sich hauptsächlich mit der Erforschung und Optimierung von neuartigen (Nano-)Materialien für optoelektronische Anwendungen.